# Furcraea quicheensis
Furcraea quicheensis är en sparrisväxtart som beskrevs av William Trelease. Furcraea quicheensis ingår i släktet Furcraea och familjen sparrisväxter. Inga underarter finns listade i Catalogue of Life.